# 2012-es Fiatal Zenészek Eurovíziója
A 2012-es Fiatal Zenészek Eurovíziója volt a tizenhatodik Fiatal Zenészek Eurovíziója. Zsinórban negyedszerre, Ausztria fővárosában, Bécsben rendeztek meg. Az elődöntőre 2012. május 5-én és 6-án került sor. A május 11-i döntő helyszíne ismételten a Rathausplatz volt. Az Eurovíziós Dalfesztivállal ellentétben itt nem az előző évi győztes rendez, hanem pályázni kell a rendezés jogára. A 2010-es verseny a szlovén Eva Nina Kozmus győzelmével zárult, aki fuvola-versenyművét adta elő.

## A helyszín
A versenyt zsinórban negyedszerre Ausztria fővárosában, Bécsben rendezték meg. Ezzel az osztrákok rekordot döntöttek, mivel soha még egyetlen ország sem rendezhette meg zsinórban ennyiszer a versenyt. Ezen kívül Ausztria adott otthont eddig a legtöbbször a versenynek.

## A résztvevők
Először vett részt a versenyen Bosznia-Hercegovina, Grúzia és Örményország. Visszatért a versenyhez Ukrajna, mely 2008-ban indult ezelőtt, de kiesett az elődöntőben. Ugyanakkor visszalépett a versenytől Ciprus, az Egyesült Királyság, Oroszország, Románia és Svédország.
Így végül 14 ország vett részt a 2012-es Fiatal Zenészek Eurovízióján, mely eggyel volt kevesebb mint az előző, a 2010-es verseny létszáma.

## Zsűri

### Az elődöntő zsűrije
- Agnieszka Duczmal (Zsűrielnök)
- Christian Eggen
- Carol McGonnell
- Franz Bartolomey

### A döntő zsűrije
- Markus Hinterhäuser (Zsűrielnök)
- Agnieszka Duczmal
- Christian Eggen
- Carol McGonnell
- Radek Baborák

## Elődöntő
Az elődöntőre két fordulóban került sor, 2012. május 5-én és 6-án. A elődöntő nemzetközi zsűrije a hét legjobb versenyzőt választotta ki, akik továbbjutottak az élő adásba, melyet május 11-én rendeztek a Rathausplatzon.

### Első rész
Az elődöntő első részét 2012. május 5-én rendezték meg nyolc ország részvételével. A nemzetközi, szakmai zsűri a három legjobb versenyzőt jutotta tovább a május 11-i döntőbe. Másnap újabb négy továbbjutó csatlakozott hozzájuk.
| #  | Ország              | Zenész                | Hangszer | Darab (Szerző) | Eredmény     |
| -- | ------------------- | --------------------- | -------- | --- | ------------ |
| 01 | Szlovénia           | Blaž Šparovec         | klarinét | 1. Premiere Rhapsodie (Claude Debussy) 2. Clair 1 (Franco Donatoni)                                                                                              | Kiesett      |
| 02 | Grúzia              | Lizi Ramisvili        | cselló   | 1. Largo (Antonio Veracini) 2. Variations on One String (Niccolò Paganini) 3. Flight of the Bumblebee Rimsky (Nyikolaj Rimszkij-Korszakov)                       | Kiesett      |
| 03 | Bosznia-Hercegovina | Naomi Druškić         | zongora  | 1. Vanished Days , op57, No.1 (Edvard Grieg) 2. Toccata, in E flat minor (Aram Hacsaturján)                                                                      | Kiesett      |
| 04 | Csehország          | Michaela Špačková     | fagott   | 1. Concerto for Bassoon No.2 f-moll, the first and the second movement (Ludwig Milde) 2. Recitative, Sicilliene et Rondo (1905–1991) (Eugène Bozza)              | Továbbjutott |
| 05 | Örményország        | Narek Kazazjan        | kánun    | 1. “Impromptu” op. 57 in b-minor (Csovinar Hovhanniszjan) 2. Carnival in Venice (Niccolò Paganini) 3. “Perpetual Motion” op. 69 in a-minor (Hacsatur Avetiszjan) | Továbbjutott |
| 06 | Ausztria            | Emmanuel Tjeknavorjan | hegedű   | 1. Scherzo for Violin and Piano in C minor (Johannes Brahms) 2. Tzigane, Rapsodie de Concert for Violin and Piano (Maurice Ravel)                                | Továbbjutott |
| 07 | Görögország         | Zákariász Fótisz      | klarinét | 1. Concerto, K 622, 2nd mov. Adagio (Wolfgang Amadeus Mozart) | Kiesett      |
| 08 | Horvátország        | Katarina Kutnar       | hegedű   | 1. Scherzo in c-minor form F-A-E sonata (Johannes Brahms) 2. Carmen Phantasie, op.66 (František Drdla)                                                           | Kiesett      |

### Második rész
Az elődöntő második részét 2012. május 6-án rendezték meg hat ország részvételével. A nemzetközi, szakmai zsűri a négy legjobb versenyzőt jutotta tovább a május 11-i döntőbe.
| #  | Ország           | Zenész                    | Hangszer | Darab (Szerző) | Eredmény     |
| -- | ---------------- | ------------------------- | -------- | --- | ------------ |
| 09 | Lengyelország    | Jagoda Krzemińska         | fuvola   | 1. Joueurs de Flute – "Pan" (Albert Roussel) 2. Staccato – Fantaisie (Wilhelm Popp) | Továbbjutott |
| 10 | Ukrajna          | Bohdan Ivaszik            | hegedű   | 1. Tzigane (Maurice Ravel) 2. Melody (Miroszlav Szkorik) | Kiesett      |
| 11 | Hollandia        | Ella van Poucke           | cselló   | 1. Fantasiestucke Op. 73 for cello (Robert Schumann) | Kiesett      |
| 12 | Németország      | Dominic Chamot            | zongora  | 1. Jazz Etude No. 1 (Nyikolaj Kapusztin) 2. Widmung (Liebeslied) (Robert Schumann és Liszt Ferenc) 3. Ungarische Rhapsodie No. 6 (Liszt Ferenc) | Továbbjutott |
| 13 | Fehéroroszország | Alekszandra Denyiszenyja  | cimbalom | 1. Carmen "Fantasie", based on Themes from the Opera of Georges Bizet (Franz Waxman) 2. Blow light wind, blow! – Egy fehérorosz népdal adaptációja (Valeri Zsivalevszki) 3. Сsárdás (Alekszandr Cihankov)                                                     | Továbbjutott |
| 14 | Norvégia         | Eivind Holtsmark Ringstad | brácsa   | 1. Sonata no 1 op 120 F minor, 1. movement: Allegro Appasionata (Johannes Brahms) 2. Sonata no 1 op 25 for viola solo, 4. movement: Rasendes Zeitmass. Wild. Tonschonheit ist Nebesache (Paul Hindemith) 3. Andante and Rondo Ungarese (Carl Maria von Weber) | Továbbjutott |

## Döntő
A döntőt 2012. május 11-én rendezték meg hét ország részvételével. A végső döntést az ötfős nemzetközi szakmai zsűri hozta meg.
| #  | Ország           | Zenész                    | Hangszer | Darab (Szerző)                                                                                     | Helyezés |
| -- | ---------------- | ------------------------- | -------- | -------------------------------------------------------------------------------------------------- | -------- |
| 01 | Fehéroroszország | Alekszandra Denyiszenyja  | cimbalom | Concertino (Vladimír Kurjan)                                                                       | —        |
| 02 | Lengyelország    | Jagoda Krzemińska         | fuvola   | Concertino (Cécile Chaminade)                                                                      | 4.       |
| 03 | Norvégia         | Eivind Holtsmark Ringstad | brácsa   | Viola concerto, 2 & 3 mov. (János Viktor és Bartók Béla)                                           | 1.       |
| 04 | Csehország       | Michaela Špačková         | fagott   | Concerto for Bassoon F-dur, 1st mov. (Carl Maria von Weber)                                        | —        |
| 05 | Németország      | Dominic Chamot            | zongora  | Piano Concerto No. 1 in B flat minor, Op. 23; 3rd mov. Allegro con fuoco (Pjotr Csajkovszkij)      | —        |
| 06 | Örményország     | Narek Kazazjan            | kánun    | Concerto for Qanun and Orchestra No. 2 E-Major (Hacsatur Avetiszjan)                               | 3.       |
| 07 | Ausztria         | Emmanuel Tjeknavorjan     | hegedű   | Concerto for Violin and Orchestra in D minor, Op. 47 3rd mov. Allegro ma non tanto (Jean Sibelius) | 2.       |

## Térkép

A döntő résztvevői
Az elődöntőben kiesett országok
Országok, melyek korábban részt vettek, de ebben az évben nem